# Кибергино
Кибергино — село в Нерльском городском поселении Тейковского района Ивановской области.

## Этимология
Существует несколько версий происхождения названия села. Согласно одной из легенд, оно связано с татаро-монгольским нашествием. В 1238 году один из отрядов хана Батыя, двигаясь по реке Нерли, обнаружил монастырь. Разведчик, взобравшись на крутой берег, крикнул «киль иди» (в переводе — «иди сюда»). Впоследствии этот призыв трансформировался в «Кибельдень», а затем в Кибергино.
Другие предания связывают название с купцом Кибергиным, который якобы вёл торговлю на местных ярмарках, или с Юрием Долгоруким, который, по легенде, приказал основать на этом месте монастырь.
Наиболее научной считается гипотеза, связывающая топоним с финно-угорскими языками. С языка племени меря «Кибергино» может переводиться как «каменистое место» или «каменистый берег». Эта версия подтверждается обилием валунов в окрестностях села, которые до 1917 года добывались и поставлялись для мощения улиц в Иваново-Вознесенске, Владимире и других городах.

## География

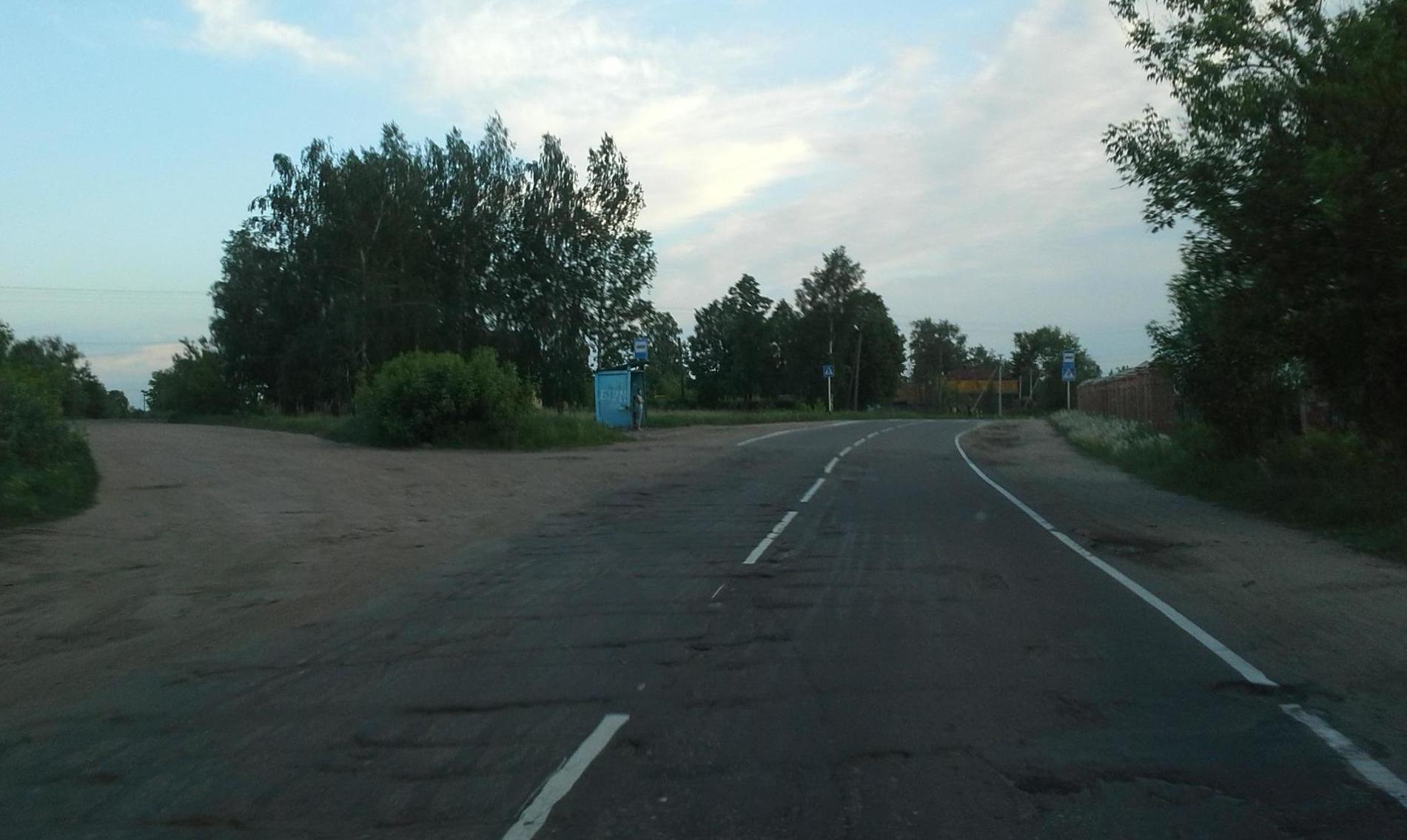
Центральная улица села

Село расположено на высоком берегу реки Нерли в 2 км на юго-запад от центра поселения — посёлка Нерль и в 28 км на юго-запад от районного центра города Тейково. Через село проходит автомобильная дорога 24Н-288 Тейково — Гаврилов Посад.

## История

### Предтеченский монастырь
В селе существовал Предтеченский мужской монастырь, игумены которого упоминаются в документах с 1509 года. В XVII веке монастырю принадлежало 53 крестьянских двора. В 1652 году обитель была приписана к Саввино-Сторожевскому монастырю у города Звенигорода. Монастырь был упразднён в 1764 году в ходе секуляризационной реформы, после чего село Кибергино осталось вотчиной Саввино-Сторожевского монастыря.
В 1765 году на месте монастыря была построена каменная церковь в честь Усекновения главы Иоанна Предтечи. В первой половине XIX века к ней была пристроена трёхъярусная колокольня со шпилем. Храм имел пять престолов: главный (холодный) — во имя Усекновения главы Иоанна Предтечи, а также приделы Боголюбивой Божией Матери, Святителя Николая Чудотворца, Святой Живоначальной Троицы и святого пророка Илии. В 1893 году приход насчитывал 240 дворов (774 мужчины и 854 женщины), в селе действовала земская народная школа.
По сведениям 1859 года, Кибергино являлось казённым селом Суздальского уезда Владимирской губернии. В нём насчитывалось 104 двора, проживало 279 мужчин и 357 женщин, действовали православная церковь и одна фабрика. В конце XIX — начале XX века село было центром Кибергинской волости Суздальского уезда.

### Советский период и современность

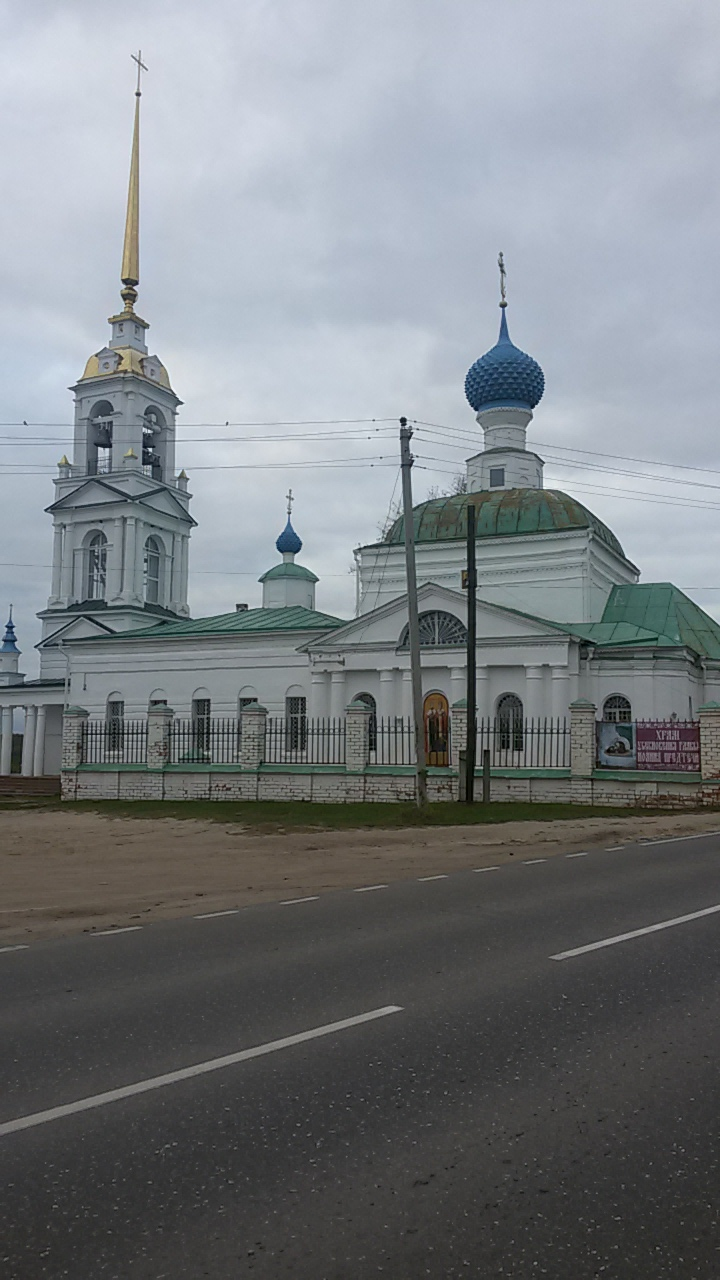
Храм Усекновения главы Иоанна Предтечи

С 1929 года село являлось центром Кибергинского сельсовета Тейковского района. С 1954 года входило в состав Нерльского сельсовета, а с 2005 года — в Нерльское городское поселение.
В 1930-е годы храм Усекновения главы Иоанна Предтечи был закрыт и разорён, а его здание использовалось как зернохранилище и склад минеральных удобрений. В 1988 году, в год тысячелетия крещения Руси, храм был передан верующим. Восстановление началось силами местных жителей под руководством настоятеля храма в селе Стебачёво отца Германа. Наиболее сложным этапом стало восстановление снесённого шпиля колокольни, который устанавливали с помощью вертолёта. В 1990 году был освящён центральный престол, а в последующие годы — остальные приделы. Храм был заново расписан и украшен позолоченной резьбой по дереву.

## Население
| 1859 | 1897 | 1905 | 2010 |
| ---- | ---- | ---- | ---- |
| 636  | ↗750 | ↘707 | ↘292 |

## Улицы
- Лесная
- Молодёжная
- 3-й Фабричный двор
- Центральная

## Достопримечательности
- Храм Усекновения главы Иоанна Предтечи (1765) — главный архитектурный памятник села, образец русского церковного зодчества XVIII века. Восстановлен в конце XX века и является действующим.